# ウラ関根TV
『ウラ関根TV』（うらせきねティーヴィー）は、テレビ東京系列局ほかで放送されていたバラエティ番組。全51回。テレビ東京・テレビ大阪・ホリプロの共同製作。テレビ東京では2003年4月4日から2004年3月26日まで、毎週金曜 25:30 - 26:00 （土曜 1:30 - 2:00）に放送されていた。

## 概要
関根勤が「美味しいお茶と気になる映像のお店」である「茶すすり処（どころ） 関根」という茶店のマスター（店主）として出演する冠深夜番組である。男女各一組のゲストを迎え（男性は若手のお笑い芸人、女性はグラビアアイドルというパターンが多かった）、関根本人および関根に関係する人物の出演する映画やプライベートビデオ、または外国のB級映画やスポーツのレッスンビデオなど様々なビデオを見ながらトークをする内容であった。観賞するビデオにはケーブルテレビ局の番組もあり、面白い番組の情報も募集していた。また、関根に関係する人物の出来事（例：ウド鈴木が関根麻里のボストン留学の送迎会で泥酔していたときのとんちんかんなスピーチなど）でトークすることもあった。
その名の通り、他の出演テレビ番組での顔とは違う、TBSラジオの『コサキンDEワァオ!』や舞台『カンコンキンシアター』などで見せる関根の「ウラ」が垣間見られる番組であった。
番組後半には、新人グラビアアイドルのビデオを鑑賞しながら彼女たちについて評論する「女子禁制プライベートビデオ」のコーナーがあった。アイドルの動きは勿論のこと、ほくろの位置や腰のくびれなど細部についても、一時停止・巻き戻し・スロー再生などを駆使して妄想を交えながら熱く語るなど、関根の「女人評論家（鑑定士）」ぶりが遺憾なく発揮された。最後の関根への一言（誘惑やお叱りのコメント）では、「ホゲ顔」（にやけ顔）をしながら妄想にふけるのがお約束だった。タイトル通りに女子禁制であるため、女性ゲストは別スペースにて前半に紹介されたビデオをヘッドホン付きで鑑賞しており、女性ゲストが戻ってくるなり関根と男性ゲストがビデオとアイドルの資料を急いで片付けるのがお約束となっていた。ただしMEGUMIは、同業者として他のグラビアアイドルのポーズを日頃チェックしていたため、特別に参加を認められた。
「茶すすり処」という設定から、番組冒頭では様々なお茶をゲストに薦めていた。また「茶すすり処　関根」はクローズカフェと名乗っており、これはオープンカフェに対する関根のアンチテーゼである旨を第1回の冒頭で説明していた。関根は「男らしい店」とのイメージから、上半身はワイシャツとネクタイの上に、柔道着の上着と黒帯を着用していた。セットの中には、関根の妄想やアイドルの評価が、関根自身が筆を執った「格言」として掲示されていた。放送当時、関根の盟友である小堺一機が長男に「なぜ関根さんはあれを書いているの?」と聞かれ、小堺は「関根さんはあれを書かないと、心に何かが溜まってしまうんだよ」と答えたという。
エンディングテーマは、wafflesの「リズム」。

## 出演者

### レギュラー
- 関根勤 - 「茶すすり処 関根」店主という肩書きで出演。

### 男性ゲスト
- あさりど
- エネルギー
- スピードワゴン
- 小堺一機
- 千葉真一
- 水野晴郎
- ウド鈴木（キャイ〜ン）
- ほか

### 女性ゲスト
- 井上和香 - 関根が気になるグラビアアイドルとして番組内で話題に出ることが多かった。前述のセットの「格言」にも多くネタとして使われ、後にゲスト出演が実現した際には大喜びしていた。ゲストに招かれる回数も多かった。
- MEGUMI - 前述の通り、女性ゲストとして唯一「女子禁制プライベートビデオ」のコーナーに参加した。
- 安めぐみ
- 植松真美
- 堀越のり
- 藤崎奈々子
- さとう珠緒
- ほか

## スタッフ
- 構成：舘川範雄（浅井企画）、川野将一、興津豪乃
- ナレーター：中尾良平
- TD：奥野明彦
- CAM：山内光
- AUD：大森博子
- VE：水脇学
- LD：野島哲也
- 技術協力：千代田ビデオ
- 美術デザイン：ねもとまさ乙
- EED：富永孝・中村武（3one）
- MA：村田昌栄（3one）
- 音効：藁谷良雄（OKK）
- ヘアメイク：エムドルフィン
- スタイリスト：高野いせこ
- 広報：松坂忠光 → 森村祥子（テレビ東京）、福本満美子（テレビ大阪）
- 企画協力：浅井企画
- AP：本井雅美
- AD：福井宏実
- ディレクター：橋本伸行、齋藤桂太
- プロデューサー：大庭竹修（テレビ東京）、財津茂彰（テレビ大阪）、三瓶慶介・中川真由美（ホリプロ）
- 制作協力：オイコーポレーション（スタッフ派遣、クレジット無し）
- 制作：テレビ東京、テレビ大阪、ホリプロ

## 放送局
| 放送対象地域   | 放送局         | 系列           | 放送日時                                                                                                 | 備考   |
| -------------- | -------------- | -------------- | --- | ------ |
| 関東広域圏     | テレビ東京     | テレビ東京系列 | 金曜 25:30 - 26:00 （2003年4月4日 - 2004年3月26日）                                                      | 製作局 |
| 大阪府         | テレビ大阪     | テレビ東京系列 | 金曜 25:30 - 26:00 （2003年4月4日 - 2003年9月頃） 日曜 25:05 - 25:35 （放送開始から半年後）              | 製作局 |
| 北海道         | テレビ北海道   | テレビ東京系列 | 木曜 25:00 - 25:30 （2003年6月5日 - 2004年4月22日） 木曜 25:30 - 26:00 （2004年4月29日 - 2004年5月6日）  |        |
| 愛知県         | テレビ愛知     | テレビ東京系列 | |        |
| 岡山県・香川県 | テレビせとうち | テレビ東京系列 | 月曜 24:55 - 25:25 （2003年4月21日 - 2004年3月29日） 水曜 24:55 - 25:25 （2004年4月7日 - 2004年4月14日） |        |
| 福岡県         | TVQ九州放送    | テレビ東京系列 | 木曜 25:25 - 25:55 （2003年4月 - 2004年4月）                                                             |        |
| 石川県         | 北陸放送       | TBS系列        | |        |
| 長崎県         | 長崎放送       | TBS系列        | 火曜 24:50 - 25:20                                                                                       |        |
| 広島県         | テレビ新広島   | フジテレビ系列 | 火曜 25:05 - 25:35                                                                                       |        |
| 熊本県         | テレビ熊本     | フジテレビ系列 | |        |
| 青森県         | 青森朝日放送   | テレビ朝日系列 | 木曜 24:16 - 24:46 （2004年2月 - 2005年1月）                                                             |        |

## 書籍
- ウラ関根本（2004年2月27日発売、太田出版、書籍コード：ISBN 4-87233-832-4） - 番組内容の回顧、番組で使われた関根の写真の解説、「格言」を収めた写真などを掲載。また、関根が自身と地球の未来について熱く語る章も設けている。